# Tamaulipassparvuggla
Tamaulipassparvuggla (Glaucidium sanchezi) är en fågel i familjen ugglor inom ordningen ugglefåglar. Arten är endemisk för Mexiko där den huvudsakligen förekommer i bergsskogar i delstaten Tamaulipas, därav namnet. Den tros påverkas negativt av skogsbruk och kategoriseras därför som nära hotad av IUCN.

## Utseende och läten
Tamaulipassparvugglan är en av världens minsta ugglor med en längd på i genomsnitt 13,5 cm. Med en vikt på 53 gram är den dock något tyngre än både kaktusugglan och borstugglan. Stjärten är också förhållandevis lång. 
Hanen har en brunaktig vitfläckad ansiktsskiva med korta vita ögonbryn. Ovansidan är olivbrun, med gråare hjässa och små vita fläckar längst fram och på sidan. Ving- och stjärtfjädrar är vitbandade. Undersidan är vitaktig med rödbruna strimmor och fläckar. Benen är befjädrade, näbben är gulbrun och ögonen gula. Honan liknar hanen, men är överlag mer rödbrun i fjäderdräkten.
Lätet är karakteristiskt, en serie med 13 ihåliga toner som upprepas efter en paus.

## Utbredning och systematik
Fågeln förekommer enbart i nordöstra Mexiko, i sydvästra Tamaulipas, östra San Luis Potosí och norra Hidalgo. Den behandlas som monotypisk, det vill säga att den inte delas in i några underarter.

## Levnadssätt
Tamaulipassparvugglan hittas i fuktig städsegrön skog, bergsskog och molnskog på mellan 900 och 2 100 meters höjd. Den är delvis daglevande och livnär sig på insekter och små ryggradsdjur som ödlor. Inte mycket är känt om dess häckningsbiologi, men den verkar generellt välja trädhål att häcka i som tidigare hackats ut av en hackspett. Däri lägger den upp till fyra vita ägg. Ungarna kan flyga snart efter de lämnar boet.

## Status
Tamaulipassparvugglan har ett litet utbredningsområde. Den tros påverkas negativt av skogsavverkningar. Internationella naturvårdsunionen IUCN listar den som nära hotad. Världspopulationen uppskattas till mellan 20 000 och 50 000 vuxna individer.

## Namn
Fågelns vetenskapliga artnamn hedrar mexikanska naturforskaren Carlos Sánchez Mejorada.